# Velutina laevigata
Velutina laevigata är en snäckart som beskrevs av Linnaeus. Velutina laevigata ingår i släktet Velutina och familjen Velutinidae. Inga underarter finns listade i Catalogue of Life.